# Гиллис, Джексон
Джексон Кларк Гиллис (англ. Jackson Gillis; 21 августа 1916, Kalama, Вашингтон — 19 августа 2010, Москоу, Айдахо) — американский сценарист, чья карьера длилась более 40 лет и охватывала широкий спектр жанров.

## Биография
Гиллис родился в Каламе, штат Вашингтон. Отец — строитель автодорог, мать — преподавателя фортепиано. Когда Гиллис был подростком, семья переехала в Калифорнию. Он учился в Университете штата Калифорния во Фресно, но вскоре перешёл в Стэнфордский университет, где в 1938 году получил степень бакалавра английского языка. После окончания университета работал в Англии. Вернувшись в Соединенные Штаты, выступал в Бартерном театре в Виргинии вместе с Грегори Пеком. Во время спектакля по одной из пьес Бернарда Шоу, в котором играл Гиллис, автор присутствовал в зале. Гиллис получил от Шоу записку с критикой исполнения, которую актёр хранил на протяжении десятилетий. Во время Второй мировой войны Гиллис был призван в Армию США и служил офицером разведки на Тихом океане.
После завершения военной службы Гиллис перебрался в Лос-Анджелес и начал работать в качестве сценариста на радио, в том числе писал для радиосериалов The Whistler и Let George Do It. Затем Гиллис начал писать для телевидения и впервые его имя появилось на экране в 1952 году в сериале Racket Squad с участием Рида Хэдли. С 1953 по 1957 год Гиллис был сценаристом телесериала «Приключения Супермена», а также несколько лет писал сценарии для ериалов «Перри Мейсон» и «Лесси». Благодаря трудолюбию и многообразию таланта Гиллис успел поработать над такими сериалами как «Затерянные в космосе», «Гавайи 5-O» и «Рыцарь дорог». Ему также принадлежит авторство сериала «Коломбо» с Питером Фальком в главной роли. В печати вышли детективные романы Гиллиса The Killers of Starfish (1977) и Chainsaw (1988).
После ухода из Голливуда в 1990-х годах Гиллис и его жена переехали в Москву, штат Айдахо, чтобы быть рядом с дочерью. Гиллис был женат на Патрисии Кэссиди, коллеге, с которой он познакомился во время короткой актёрской карьеры в Бартерном театре. Он умер в возрасте 93 лет 19 августа 2010 года от пневмонии. Его дочь вспоминала, что отец мало смотрел телевизор, уделяя внимание только американскому футболу, так как «считал, что большая часть того, что показывалось на экране, было хламом».